# Regnorme
Regnorme (Lumbricidae) er en familie i rækken ledorme. De er kendt for at være til gavn i haven, idet de forbedrer jordens kvalitet.
Regnorme har ingen egentlige øjne, men kan skelne mellem lys og mørke. De ånder gennem huden.

## Parring
Hos kønsmodne dyr findes et opsvulmet parti på den forreste tredjedel af kroppen. Denne del kaldes bæltet eller sadelen (clitellum). Når regnorme parrer sig, anbringer de bugen mod hinanden og hovedet i hver sin retning. Sadelen udskiller da et slimet sekret, der omgiver dyrenes midterparti. I dette slimhylster glider sæden i et par render hen til hver af dyrenes sædgemmer. Parringen kan vare nogle timer. Senere dannes ægkokoner i sadelen og sæden fra sædgemmerne udgydes over æggene. Fra disse æg kryber ungerne færdigudviklede ud efter nogle uger.

## Jordforbedring
Regnormene giver god muldjord, da de omsætter en masse henfaldende organisk stof. Desuden ilter regnormenes gange jorden, så den bliver let og luftig. På den måde trives planter og mikroorganismer bedre, ligesom regnvandet bedre siver ned i jorden.

## Klassifikation

### Arter
I Danmark findes der omkring 20 arter af regnorme. Blandt andre:
- Stor regnorm, Lumbricus terrestris
- Lang regnorm, Aporrectodea longa

### Slægter
- Allolobophora
- Aporrectodea
  - Aporrectodea calignosa
  - Aporrectodea rosea
  - Aporrectodea trapezoides
  - Aporrectodea turgida
- Bimastos
- Dendrobaena
- Dendrodrilus
- Eisenia
- Eiseniella
- Eophila
- Helodrilus
- Octodrilus
- Octolasion
- Underfamilie: Lumbricinae
  - Lumbricus
    - Lumbricus castaneus
    - Lumbricus rubellus
    - Lumbricus terrestris (Stor regnorm)
- Underfamilie: Diporodrilinae
  - Diporodrilus